# Ormosia napoensis
Ormosia napoensis là một loài thực vật có hoa trong họ Đậu. Loài này được Z.Wei & R.H.Chang miêu tả khoa học đầu tiên.